# 日円
日円（にちえん、1565年（永禄8年） - 1605年7月19日（慶長10年6月4日））は、安土桃山時代の日蓮宗の僧。下総国の出身。号は慧雲院。

## 略歴
1576年（天正4年）光福寺・日統を師として法を学んだ。その後、妙福寺6世となる。1596年（慶長元年）飯高檀林の首座となる。1599年（慶長4年）妙福寺・日円は中村檀林を開檀する。1605年（慶長10年）飯高檀林の講務中に死亡する。

## その他
- 日円上人塚（匝瑳市指定史跡）千葉県匝瑳市飯高1697-1